# Liam James
Liam James (7 augustus 1996) is een Canadese kindacteur. Hij is onder andere bekend geworden door zijn rol als Noah Curtis in de film 2012 en de jonge Shawn Spencer in de USA Network-televisieserie Psych.

## Filmografie
| Jaar      | Titel                          | Rol                       | Bijzonderheden             |
| --------- | ------------------------------ | ------------------------- | -------------------------- |
| 2006-2010 | Psych                          | jonge Shawn               | 60 afleveringen            |
| 2007      | Good Luck Chuck                | jongen in Penguin Habitat |                            |
| 2007      | Things We Lost in the Fire     | neef Dave                 |                            |
| 2007      | Fred Claus                     | Fred Claus (12 jaar)      |                            |
| 2007      | Aliens vs. Predator: Requiem   | Sam Benson                |                            |
| 2008      | Fear Itself                    | jonge Harry               | aflevering "Spooked"       |
| 2009      | Horsemen                       | Sean Breslin              |                            |
| 2009      | 2012                           | Noah Curtis               |                            |
| 2010      | Fringe                         | Teddy Falls               | aflevering "Johari Window" |
| 2011-2012 | The Killing                    | Jack Linden               |                            |
| 2011      | R.L. Stine's The Haunting Hour | Scott                     | aflevering "Pumpkinhead"   |
| 2011      | Christmas Comes Home to Canaan | Bobber Burtion            |                            |
| 2013      | The Way, Way Back              | Duncan                    |                            |
| 2016      | The Family                     | Adam                      |                            |
| 2016      | Speech & Debate                | Solomon                   |                            |

- Bibsys: 13031290
- Biblioteca Nacional de España: XX5397301
- International Standard Name Identifier: 0000 0004 3656 2486
- Library of Congress Control Number: no2009111625
- Nederlandse Thesaurus van Auteursnamen: 374562520
- Virtual International Authority File: 310501850
- WorldCat: E39PBJcgyfRR7FwR79vXMQwDMP